# إنجي غزلان
إنجي غزلان، وُلدت إنجي غزلان عام 1985، وهي ناشطة اجتماعية وصحافية تُسلط الضوء على مشاكل التحرش الجنسي للنساء في شوارع مصر. اعتبارًا من عام 2005، كانت مديرة مشروع إحدى المنظمات غير الحكومية، والتي تُدعى«المركز المصري لحقوق المرأة» (ECWR)، وسعت بنشاط إلى جعل النساء يشعرن بالأمان في مصر. لٌقبت ب «صوت ووجه» الجهود المبذولة للقضاء على التحرش الجنسي للمرأة في مصر.
وهي ايضاً المؤسس المشارك في مؤسسة خريطة تحرش، والتي تأسست عام 2010. وهي منظمة تطوعية تستخدم التكنولوجيا الرقمية والإنترنت للإبلاغ عن حوادث التحرش الجنسي في مصر. بعد الإطلاق الأولي لهذه المؤسسة من خلال ECWR، قامت إنجي بالتعاون مع مؤسسها المشارك، ريبيكا تشياو، بإدارة التطبيق بشكل مستقل.

## السيرة الذاتية
وُلدت إنجي غزلان في القاهرة عام 1985، التحقت بجامعة القاهرة وحصلت على درجة بكالوريوس في مجال الإعلام عام 2007. تعرضت شخصياً للتحرش الجنسي، ومن ثم انضمت إلى المركز المصري لحقوق المرأة، الذي كان يقود الحملة ضد التحرش الجنسي للمرأة.
أجرى المركز المصري لحقوق المرأة عام 2005 بتجربة جمع البيانات حول نطاق القضية، وكشفت نتائج البيانات التي شملت 2800 امرأة في القاهرة وخمس محافظات (محافظات) مصرية أخرى، أن 33٪ من النساء يتعرضن للتحرش الجنسي يومياً ولم يبلغن عن ذلك، خشية عدم دعم المجتمع في مصر لهن. كما أظهر الاستطلاع أن بعض النساء يلومن أنفسهن على مثل هذه المضايقات. وعرف التحرش الجنسي على أنه لمس أماكن غير مناسبة من جسد المرأة، أو مُضايقات لفظية. أظهرت نتائج استقصاء أخرى أُجريت على الرجال، أن ثلثي الرجال اعترفوا بمضايقتهم للنساء بشكلٍ معتاد. تابعت ECWR إصدار قوانين في مكافحة التحرش، لكن HarassMap كانت ترى أن القوانين الحالية لم تنفذ بشكل صحيح.